# Cuyahoga Falls
Cuyahoga Falls es una ciudad ubicada en el condado de Summit en el estado estadounidense de Ohio. En el Censo de 2010 tenía una población de 49 652 habs. y una densidad poblacional de 745 hab/km². Se encuentra a la orilla del río Cuyahoga, poco antes de su desembocadura en el lago Erie, en la ciudad de Cleveland. 

## Geografía
Cuyahoga Falls se encuentra ubicada en las coordenadas 41°10′58″N 81°33′11″O / 41.18278, -81.55306. Según la Oficina del Censo de los Estados Unidos, Cuyahoga Falls tiene una superficie total de 66.68 km², de la cual 66.43 km² corresponden a tierra firme y (0.38%) 0.26 km² es agua.

## Demografía
Según el censo de 2010, había 49652 personas residiendo en Cuyahoga Falls. La densidad de población era de 744,58 hab./km². De los 49652 habitantes, Cuyahoga Falls estaba compuesto por el 93.45% blancos, el 3.31% eran afroamericanos, el 0.17% eran amerindios, el 1.15% eran asiáticos, el 0.01% eran isleños del Pacífico, el 0.32% eran de otras razas y el 1.59% pertenecían a dos o más razas. Del total de la población el 1.35% eran hispanos o latinos de cualquier raza.